# Khleang
13°26′49″N 103°51′37″E
I Khleang sono due edifici simili costruiti sul lato orientale della piazza reale di Angkor Thom, ad Angkor in Cambogia.
Il nome significa "il tempio deposito", ma è improbabile siano serviti a tale scopo e il loro utilizzo è sconosciuto. Inoltre furono costruiti in date diverse. 
Si pensa che il Khleang settentrionale sia stato costruito per primo, durante il regno di Jayaviravarman, ivi menzionato in numerose iscrizioni, o di Jayavarman V.
Ha forma cruciforme, con un lato lungo in senso N-S di 40 metri per 4,7 e una torre centrale sul ramo breve a dividere in due la lunga sala.
Il Khleang meridionale fu costruito durante il regno di Suryavarman I, salito al potere dopo un periodo di guerra civile, forse per ragioni di simmetria. 
La forma della pianta è circa la stessa (manca la suddivisione interna presente in quello nord) ma la larghezza è minore, solo 4,2 metri. 
Risulta inoltre costruito con cura minore e non completato.
Le costruzioni non hanno tetto ma sono presenti dei buchi che indicano la presenza di un tetto ligneo. 
Travi di legno furono usate anche per sostenere gli architravi, che crollarono dopo il deterioramento del materiale organico.
La sobrietà delle linee, la mancanza di decorazioni esterne nonché i caratteristici capitelli e architravi, che riportano un makara centrale, hanno portato all'identificazione di uno stile architettonico che da essi ha preso il nome e comprende anche Ta Keo e Phimeanakas.